# 沃尔夫兰莱萨尔格米讷
沃尔夫兰-莱萨尔格米讷（法語：Wœlfling-lès-Sarreguemines，法語發音：[vœlflɛ̃ lɛ saʁɡəmin]，意为“萨尔格米讷附近的沃尔夫兰”；洛林法兰克语：Welflinge）是法国摩泽尔省的一个市镇，位于该省东部，萨尔格米讷市区以东大约10公里，属于萨尔格米讷区。

## 地理
沃尔夫兰-莱萨尔格米讷（49°5'7"N, 7°10'27"E）面积6.24 平方千米，位于法国大東部大區摩泽尔省，该省份为法国东北部内陆省份，是洛林的一部分，西南接默尔特-摩泽尔省，东临下莱茵省，北与卢森堡和德国接壤。
与沃尔夫兰-莱萨尔格米讷接壤的市镇（或旧市镇、城区）包括：阿亨、布利斯布吕克、大雷代尔尚、维斯维莱尔。
沃尔夫兰-莱萨尔格米讷的时区为UTC+01:00、UTC+02:00（夏令时）。

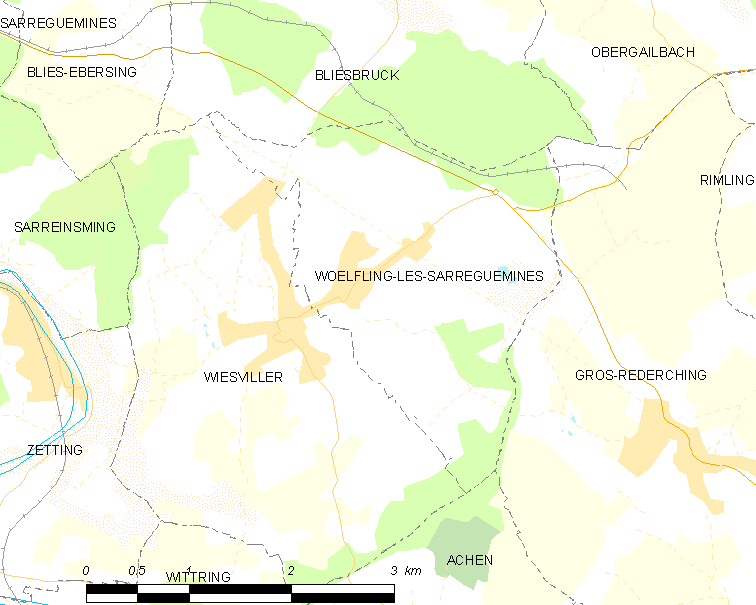
沃尔夫兰-莱萨尔格米讷的OSM定位图

## 行政
沃尔夫兰-莱萨尔格米讷的邮政编码为57200，INSEE市镇编码为57750。

## 政治
沃尔夫兰-莱萨尔格米讷所属的省级选区为萨尔格米讷县。

## 人口
沃尔夫兰-莱萨尔格米讷于2022年1月1日时的人口数量为697人。

1962-2008年间沃尔夫兰-莱萨尔格米讷人口变化图示